# Élections législatives colombiennes de 2010
Les élections législatives colombiennes de 2010 se sont tenues le 14 mars 2010.